# Cuamba
Cuamba je grad i okrug u Mozambiku, u pokrajini Niassa. Do neovisnosti Mozambika grad se zvao Nova Freixo. Nalazi se na križanju željezničke pruge Nacala-Nampula i područne linije do Lichinge, kao i na državnoj cesti EN8 između Nampule na istoku i 70 km udaljene granice Malavija na zapadu. Južno od grada postoji manja zračna luka, kojom se pretežno služe međunarodne tvrtke koje djeluju u ovom području Mozambika.
Grad je dom Agronomskog fakulteta Katoličkog sveučilišta u Mozambiku. Cuamba ima u okolnim planinama, uključujući Namuli, vlastitu hidroelektranu za proizvodnju električne energije.
Cuamba je 2007. imala 79.013 stanovnika.

## Vanjske poveznice

### Ostali projekti
|  | Zajednički poslužitelj ima još gradiva o temi Cuamba |